# أنا حر (مسلسل)
مسلسل أنا حر مسلسل كويتي يتمحور حول أخوين مختلفين ومتقاطعين، ويجمع المسلسل بين الغمة أو البكاء والتسامح أيضا. عرض في 1 رمضان 1423 6 نوفمبر 2002 على 4 قنوات، قناة السعودية، تلفزيون الكويت 4، قناة إم بي سي وتلفزيون أبوظبي.

## طاقم العمل
يلدا
سماح
زهرة عرفات
عبد الرحمن العقل
جاسم عباس
محمد الشطي
جمال الردهان
فاطمة سالم
أحمد الهزيم
عبد الإمام عبد الله
علي السبع
ساميه محمد
أحمد الحسن
نادية كرم
سامي الشريدة